# West Thurlow Island
West Thurlow Island är en ö i Kanada.   Den ligger i Strathcona Regional District och provinsen British Columbia, i den sydvästra delen av landet, 3 700 km väster om huvudstaden Ottawa. Arean är 82 kvadratkilometer.
Terrängen på West Thurlow Island är lite kuperad. Öns högsta punkt är 564 meter över havet. Den sträcker sig 7,8 kilometer i nord-sydlig riktning, och 20,5 kilometer i öst-västlig riktning.
Trakten runt West Thurlow Island är nära nog obefolkad, med mindre än två invånare per kvadratkilometer.